# Pterula velutipes
Pterula velutipes är en svampart som beskrevs av Corner 1952. Pterula velutipes ingår i släktet Pterula och familjen mattsvampar.   Inga underarter finns listade i Catalogue of Life.